# Dolichoderus antiquus
Dolichoderus antiquus é uma espécie de formiga do gênero Dolichoderus.